# Reißeckgruppe
Die Reißeckgruppe ist ein Gebirgsstock in Kärnten. Als südlicher Teil der Ankogelgruppe wird sie zu den Hohen Tauern gezählt.
Im Norden wird die  Reißeckgruppe durch das Dösner Tal und den Gößgraben begrenzt. Die östliche Grenze bilden Malta- und Liesertal, die südliche das Mölltal.
Die Reißeckgruppe ist vorwiegend aus Gneisen aufgebaut.

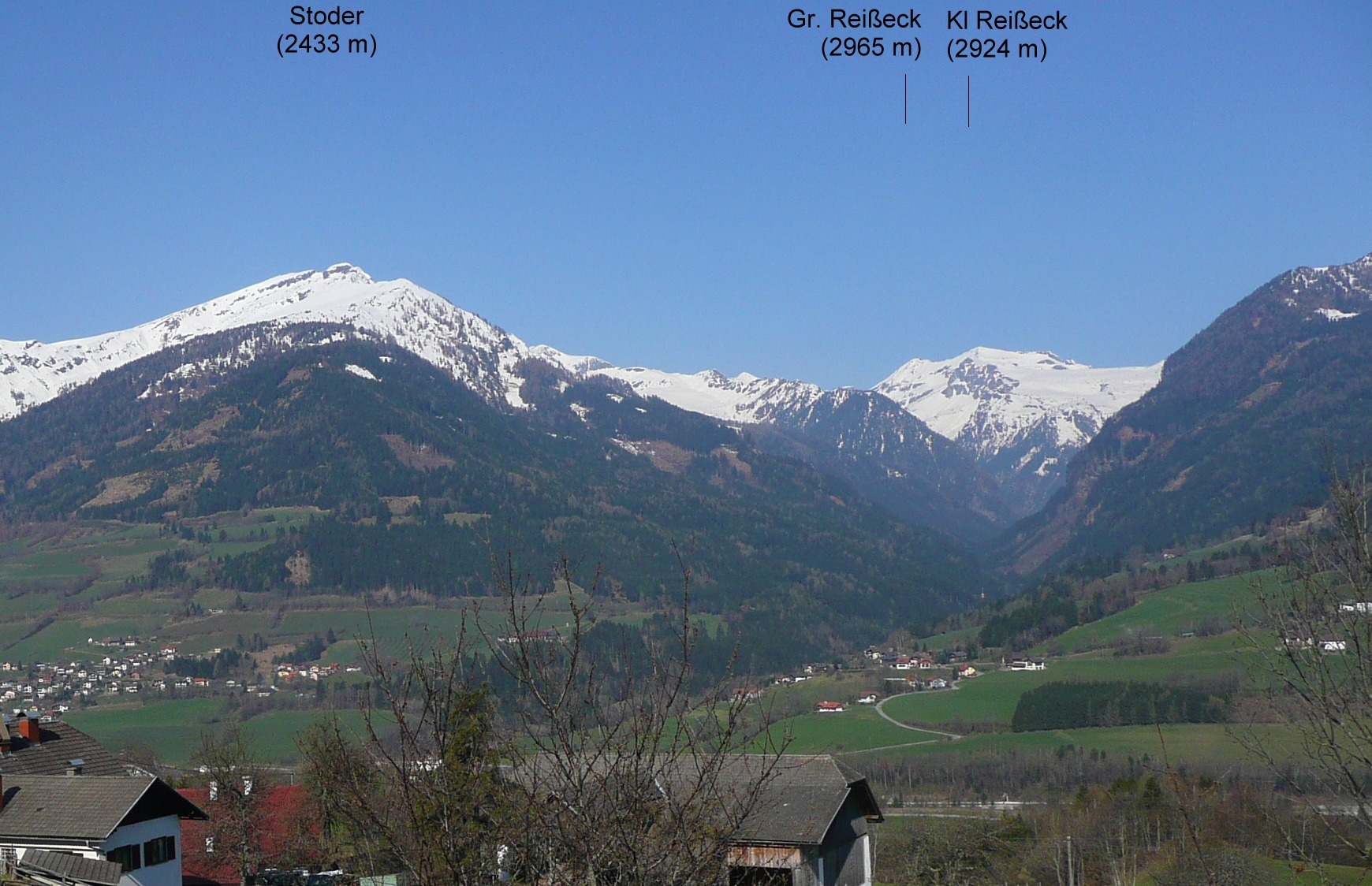
Reißeckgruppe mit Stoder und Reißeck

Der höchste Berg der Gebirgsgruppe ist das 2965 m ü. A. hohe Reißeck. Andere wichtige Gipfel sind der Tristenspitz (2930 m), die Hohe Leier (2774 m) und das Gmeineck (2592 m).
In der Reißeckgruppe gibt es viele Gebirgsseen, wovon der Radlsee (Hoher See), der Hochalmsee (Spapnik-See), sowie die Zwenberger und Mühldorfer Seen die wichtigsten sind. 
Das Wasser wird durch die Kraftwerksgruppe Reißeck-Kreuzeck energetisch genutzt.
Touristisch wurde das Gebirge durch die Reißeckbahn (bis 2016) und die Reißeck-Höhenbahn (bis 2014) erschlossen.
Auch der Skibetrieb wurde eingestellt.
Das zur Reißeckgruppe gehörende Kaponigtal ist seit 2005 Teil des Nationalparks Hohe Tauern.